# P. J. Tracy
P. J. Tracy ist das Pseudonym eines Autorenteams, bestehend aus der Mutter Patricia Jean Lambrecht (1946–2016) und ihrer Tochter Traci TeAmo Lambrecht (* 1967). Seit dem Ableben der Mutter 2016 schreibt Traci Lambrecht unter gleichem Pseudonym alleine. 

## Biographie
Patricia Jean Lambrecht begann ihre schriftstellerische Karriere mit dem Schreiben von Kurzgeschichten, die in der lokalen Zeitung veröffentlicht wurden. Ihre Tochter Traci studierte zunächst Slawistik, bevor sie ebenfalls mit dem Schreiben anfing, um ihre vielen Reisen zu finanzieren.  
Die beiden begannen ihre gemeinsame Karriere 1991 als Drehbuchautorinnen. Mit dem Krimi Spiel unter Freunden gelang ihnen im April 2003 der Durchbruch in den USA und sie erhielten für ihren Debütroman den Anthony Award und Barry Award. Bemerkenswert ist, dass schon vier Monate später das Erstlingswerk übersetzt in den deutschen Handel gelangte. 2005 erreichten sie Platz 8 in der KrimiWelt-Bestenliste mit dem Roman Der Köder.

## Werke
Monkeewrench-Reihe
- Monkeewrench. Putnam, New York 2003, ISBN 0-399-14978-3 (UK-Titel: Want to Play?; deutsch: Spiel unter Freunden. Dt. von Teja Schwaner. Rowohlt, Reinbek 2003, ISBN 3-499-23388-6).
- Live Bait. Putnam, New York 2004, ISBN 0-399-15147-8 (deutsch: Der Köder. Dt. von Teja Schwaner. Rowohlt, Reinbek 2005, ISBN 3-499-23811-X).
- Dead Run. Putnam, New York 2005, ISBN 0-399-15246-6 (deutsch: Mortifer. Dt. von Axel Merz. Rowohlt, Reinbek 2006, ISBN 3-499-24203-6).
- Snow Blind. Putnam, New York 2006, ISBN 0-399-15339-X (deutsch: Memento. Dt. von Tanja Handels. Wunderlich, Reinbek 2007, ISBN 978-3-8052-0841-3).
- Shoot To Thrill. Putnam, New York 2010, ISBN 978-0-399-15520-8 (UK-Titel: Play To Kill; deutsch: Sieh mir beim Sterben zu. Dt. von Tanja Handels. Wunderlich, Reinbek 2010, ISBN 978-3-8052-0859-8).
- Off the Grid. Putnam, New York 2012, ISBN 978-0-399-15804-9 (UK-Titel: Two Evils; deutsch: Todesnähe. Aus dem Engl. von Tanja Handels. Rowohlt, Reinbek 2012, ISBN 978-3-86252-031-2).
- The Sixth Idea. Putnam, New York 2017, ISBN 978-0-399-16935-9 (UK-Titel: Cold Kill; deutsch: Cold Kill. Nichts ist je vergessen. Aus dem Englischen von Tanja Handels. Rowohlt, Reinbek 2018, ISBN 978-3-499-29141-8).
- Nothing Stays Buried. Putnam, New York 2017, ISBN 978-0-7352-1245-9.
- The Guilty Dead. Crooked Lane Books, New York 2018, ISBN 978-1-68331-858-3.
- Ice Cold Heart. Crooked Lane Books, New York 2019, ISBN 978-1-64385-132-7.

Detective Margaret Nolan-Reihe
- Deep Into the Dark: A Mystery. Minotaur, New York 2021, ISBN 978-1-250-75494-3.

Einzelwerke
- Return of the Magi. Penguin, London 2017, ISBN 978-1-4059-3453-4.

## Belege
1. ↑  Zu den Namen siehe: , .